# Tak Fujimoto
Takashi „Tak“ Fujimoto (* 12. Juli 1939 in San Diego) ist ein US-amerikanischer Kameramann.

## Leben
Fujimoto hatte die Universität von Berkeley besucht und sich an der London Film School fortbilden lassen. Anschließend drehte er als Kameraassistent für die Firma des Kollegen Haskell Wexler, ‘Dove Films’, Werbefilme, ehe er 1973 zum Kinofilm stieß. Dort war er als einfacher Kameramann für Terrence Malicks Road Movie Badlands – Zerschossene Träume eingeteilt, als er den erkrankten Chefkameramann Brian Probyn ablösen musste.
In der Folgezeit arbeitete Fujimoto mit Regisseuren wie Jonathan Demme, M. Night Shyamalan, John Hughes und Howard Deutch. Er ist Mitglied der American Society of Cinematographers. Für Das Schweigen der Lämmer wurde er 1992 für einen ASC Award nominiert. Eine Nominierung für den BAFTA Award erhielt er 2000 für seine Arbeit an The Sixth Sense.

## Filmografie (Auswahl)
- 1973: Badlands – Zerschossene Träume (Badlands)
- 1974: Das Zuchthaus der verlorenen Mädchen (Caged Heat)
- 1974: Black Deals (Bootleggers)
- 1975: Frankensteins Todesrennen (Death Race 2000)
- 1976: Das Monster von London (Dr. Black, Mr. Hyde)
- 1976: Almos' a Man (Fernsehfilm)
- 1976: Cannonball (Cannonball!)
- 1977: Chatterbox!
- 1977: Georgia Road – Die Unschlagbaren (Bad Georgia Road)
- 1978: Du wirst noch an mich denken (Remember My Name)
- 1978: Stony Island
- 1979: Tödliche Umarmung (Last Embrace)
- 1980: Blast – Wo die Büffel röhren (Where the Buffalo Roam)
- 1980: Melvin und Howard (Melvin and Howard)
- 1980: Der Grenzwolf (Borderline)
- 1983: … und wenn der letzte Reifen platzt (Heart Like a Wheel)
- 1984: Swing Shift – Liebe auf Zeit (Swing Shift)
- 1985: MacGyver (Fernsehserie, eine Folge)
- 1986: Pretty in Pink
- 1986: Ferris macht blau (Ferris Bueller's Day Off)
- 1986: Gefährliche Freundin (Something Wild)
- 1987: Final Night – Die letzte Nacht (Backfire)
- 1988: Die Mafiosi-Braut (Married to the Mob)
- 1988: Sweethearts Dance – Liebe ist mehr als nur ein Wort (Sweet Hearts Dance)
- 1988: Cocoon II – Die Rückkehr (Cocoon II: The Return)
- 1990: Miami Blues
- 1991: Das Schweigen der Lämmer (The Silence of the Lambs)
- 1991: Zwischen Liebe und Haß (Crooked Hearts)
- 1992: Fäuste – Du mußt um Dein Recht kämpfen (Gladiator)
- 1992: Singles – Gemeinsam einsam (Singles)
- 1992: Night and the City
- 1993: Philadelphia
- 1995: Teufel in Blau (Devil in a Blue Dress)
- 1995: Der dritte Frühling – Freunde, Feinde, Fisch & Frauen (Grumpier Old Men)
- 1996: That Thing You Do!
- 1997: Tausend Morgen (A Thousand Acres)
- 1998: Menschenkind (Beloved)
- 1999: The Sixth Sense
- 2000: Helden aus der zweiten Reihe (The Replacements)
- 2002: Signs – Zeichen (Signs)
- 2002: The Truth About Charlie
- 2004: The Final Cut – Dein Tod ist erst der Anfang (The Final Cut)
- 2004: Der Manchurian Kandidat (The Manchurian Candidate)
- 2007: Enttarnt – Verrat auf höchster Ebene (Breach)
- 2008: Der große Buck Howard (The Great Buck Howard)
- 2008: John Adams – Freiheit für Amerika (John Adams) (Miniserie, vier Folgen)
- 2008: The Happening
- 2010: Devil – Fahrstuhl zur Hölle (Devil)
- 2013: Gods Behaving Badly

## Anmerkung
1. ↑  Kay Weniger: Das große Personenlexikon des Films. Die Schauspieler, Regisseure, Kameraleute, Produzenten, Komponisten, Drehbuchautoren, Filmarchitekten, Ausstatter, Kostümbildner, Cutter, Tontechniker, Maskenbildner und Special Effects Designer des 20. Jahrhunderts. Band 3: F – H. Barry Fitzgerald – Ernst Hofbauer. Schwarzkopf & Schwarzkopf, Berlin 2001, ISBN 3-89602-340-3, S. 137.

| Personendaten    | Personendaten                          |
| ---------------- | -------------------------------------- |
| NAME             | Fujimoto, Tak                          |
| ALTERNATIVNAMEN  | Fujimoto, Takashi (vollständiger Name) |
| KURZBESCHREIBUNG | US-amerikanischer Kameramann           |
| GEBURTSDATUM     | 12. Juli 1939                          |
| GEBURTSORT       | San Diego                              |